# ناسدلوویتسه
ناسدلوویتسه (به چکی: Násedlovice) یک منطقهٔ مسکونی در جمهوری چک است که در ناحیه هودونین واقع شده‌است. ناسدلوویتسه ۱۳٫۰۶ کیلومتر مربع مساحت و ۸۲۵ نفر جمعیت دارد و ۲۳۰ متر بالاتر از سطح دریا واقع شده‌است.